# Has God Seen My Shadow? An Anthology 1989–2011
Has God Seen My Shadow? An Anthology 1989–2011 — сборник американского рок-музыканта Марка Ланегана, изданный в 2014 году.

## Об альбоме
Бывший лидер Screaming Trees, участник The Gutter Twins и Soulsavers, коллаборатор Изобель Кэмпбелл и Дюка Гарвуда — музыкальный странник с одним из величайших голосов в музыке (по определению Under the Radar), Марк Ланеган поделился намерением выпустить карьерный сборник вскоре после выхода своего восьмого студийного альбома Imitations. На двухдисковый альбом вошло 32 композиции, охватывающие исключительно сольное творчество музыканта и не затрагивающие его многочисленные работы дуэтом с различными исполнителями и в составе групп.
Первая часть сборника включает 20 лучших песен со студийных альбомов Ланегана, исключая седьмую пластинку Blues Funeral, праздничную мини-запись Dark Mark Does Christmas и альбом кавер-версий Imitations; вторая часть содержит 12 ранее не издававшихся композиций, некогда записанных Марком для лейблов Sub Pop и Beggars Banquet. Компиляция была выпущена под маркой Light in the Attic Records как два компакт-диска с 44-страничным буклетом архивных фотографий и рукописного текста, и как три грампластинки с 20-страничной книгой.
Сборник занял 79 место в чарте Бельгии.

## Критика
Обозреватели американских и британских музыкальных интернет-изданий единодушно признали значимость вклада Марка Ланегана в рок-музыку и по достоинству оценили его тернистый творческий путь. Начав карьеру красивым длинноволосым певцом Изумрудного города, не выделяющимся при этом ни голой грудью, как Крис Корнелл и Эдди Веддер, ни фасонистой мизантропией, как Курт Кобейн и Лейн Стэйли, Марк Ланеган был и Нэнсиным Ли Хезлвудом для Изобель Кэмпбелл, и коллаборатором Грега Дулли, венчающим его записи своим густым непроцеженным баритоном, дабы в итоге стать собственным Человеком в чёрном готической американской реальности (согласно мнениям рецензентов Pitchfork, Drowned in Sound, American Songwriter и The Guardian).
Критик American Songwriter отмечает: сольным работам Ланегана присущи широкие границы в исполнительном мастерстве и написании песен, ставшие причиной многочисленных попыток жанрово классифицировать их, но — дополняет автор The Quietus — Has God Seen My Shadow? не ставит перед собой цель исчерпывающего обзора, сборник концентрируется на последовательном, хронологическом изучении наиболее существенных особенности музыки «Тома Уэйтса, когда тот не перезванивает». Корреспондент Pitchfork называет компиляцию достаточно сдержанной, обзор творчества художника, чьи интересы так эклектичны — несколько узким. Схожего мнения придерживается обозреватель Allmusic — игнорирование совместных проектов с Изобель Кэмпбелл, Soulsavers, Queens of the Stone Age и The Gutter Twins он называет как единственным недостатком сборника, так и его превосходством.
Два диска Has God Seen My Shadow? полны ланегановского товарного знака — размышлений о смерти, религии и пьянстве, но, как подчёркивает критик The Guardian, не лишены любви и привлекательности. Британскому автору вторит рецензент Pitchfork: сборник освещает качества, столь часто упускаемые из виду в выдающихся пейрингах Марка, — его милосердие и нежность, равно как и самоуничтожительное чувство юмора. Будучи одним из величайших экзистенциалистов и романтиков современной музыки, Ланеган обнажает душу через бессмертный скрипучий голос, столь же узнаваемый, сколь и бесплотный — заключает автор статьи в Filter.

## Список композиций
| #      | Название                     | Продолжительность | Автор(ы)                       | Первое издание                              |
| ------ | ---------------------------- | ----------------- | ------------------------------ | ------------------------------------------- |
| Диск 1 |                              |                   |                                |                                             |
| 1.     | Bombed                       | 1:10              | Марк Ланеган                   | на альбоме Bubblegum                        |
| 2.     | One Hundred Days             | 4:37              | Ланеган                        | на альбоме Bubblegum                        |
| 3.     | Come To Me                   | 3:45              | Ланеган                        | на альбоме Bubblegum                        |
| 4.     | Mirrored                     | 2:52              | Ланеган                        | на сингле «Hit the City»                    |
| 5.     | Pill Hill Serenade           | 3:27              | Ланеган и Майк Джонсон         | на альбоме Field Songs                      |
| 6.     | One Way Street               | 4:19              | Ланеган                        | на альбоме Field Songs                      |
| 7.     | Kimiko’s Dream House         | 5:26              | Ланеган и Джеффри Ли Пирс      | на альбоме Field Songs                      |
| 8.     | Low                          | 3:14              | Ланеган                        | на альбоме Field Songs                      |
| 9.     | Resurrection Song            | 3:35              | Ланеган                        | на альбоме Field Songs                      |
| 10.    | Shiloh Town                  | 3:20              | Тим Хардин                     | на альбоме I’ll Take Care of You            |
| 11.    | Creeping Coastline Of Lights | 3:18              | Джеймс Морленд и Манфред Хофер | на альбоме I’ll Take Care of You            |
| 12.    | Lexington Slow Down          | 2:59              | Ланеган и Кени Ричардс         | на мини-альбоме Here Comes That Weird Chill |
| 13.    | Last One In The World        | 4:24              | Ланеган и Джонсон              | на альбоме Scraps at Midnight               |
| 14.    | Wheels                       | 4:35              | Ланеган                        | на альбоме Scraps at Midnight               |
| 15.    | Mockingbirds                 | 2:29              | Ланеган и Джонсон              | на альбоме The Winding Sheet                |
| 16.    | Wild Flowers                 | 2:58              | Ланеган                        | на альбоме The Winding Sheet                |
| 17.    | Sunrise                      | 2:57              | Ланеган                        | на альбоме Whiskey for the Holy Ghost       |
| 18.    | Carnival                     | 3:42              | Ланеган                        | на альбоме Whiskey for the Holy Ghost       |
| 19.    | Pendulum                     | 2:15              | Ланеган                        | на альбоме Whiskey for the Holy Ghost       |
| 20.    | The River Rise               | 4:29              | Ланеган                        | на альбоме Whiskey for the Holy Ghost       |
| Диск 2 |                              |                   |                                |                                             |
| 21.    | Dream Lullabye               | 1:52              | Ланеган                        | —                                           |
| 22.    | Leaving New River Blues      | 3:31              | Ланеган                        | —                                           |
| 23.    | Sympathy                     | 2:16              | Ланеган                        | —                                           |
| 24.    | To Valencia Courthouse       | 3:09              | Ланеган                        | —                                           |
| 25.    | A Song While Waiting         | 3:27              | Ланеган                        | —                                           |
| 26.    | Blues For D (Vocal Version)  | 3:34              | Ланеган                        | —                                           |
| 27.    | No Contestar                 | 1:14              | Ланеган                        | —                                           |
| 28.    | Big White Cloud              | 3:23              | Джон Кейл                      | —                                           |
| 29.    | Following The Rain           | 3:18              | Ланеган                        | —                                           |
| 30.    | Grey Goes Black              | 1:50              | Ланеган                        | —                                           |
| 31.    | Halcyon Daze                 | 2:50              | Ланеган                        | —                                           |
| 32.    | Blues Run The Game (Live)    | 4:42              | Джексон Си Фрэнк               | —                                           |